# Thimo Willems
Thimo Willems (Jette, 9 febbraio 1996) è un ciclista su strada belga che corre per il team VolkerWessels.

## Palmarès

### Strada
- 2014 (Juniores, una vittoria)

2ª tappa - 2ª semitappa Internationale Junioren Driedaagse van Axel (Axel > Axel)
- 2017 (EFC-L&R-Vulsteke, una vittoria)

Memorial Danny Jonckheere
- 2018 (EFC-L&R-Vulsteke, due vittorie)

Memorial Danny Jonckheere
1ª tappa Tour de Moselle (Puttelange-lès-Thionville > Gavisse)
- 2022 (Minerva Cycling, una vittoria)

Grote Prijs Vermarck Sport
- 2023 (VolkerWessels Cycling Team, una vittoria)

Midden-Brabant Poort Omloop

#### Altri successi
- 2013 (Juniores)

Classifica giovani Internationale Junioren Driedaagse van Axel
- 2016 (Prorace)

Zutendaal
- 2019 (Sport Vlaanderen-Baloise)

Classifica scalatori Presidential Cycling Tour of Turkey

## Piazzamenti

### Classiche monumento
- Giro delle Fiandre

2020: ritirato
2021: 60º

### Competizioni europee
- Campionati europei

Zlín 2018 - In linea Under-23: ritirato